# Янгарбер, Арнольд Иосифович
Арнольд Иосифович Янгарбер (род. 23 июля 1937, Хмельницкий) — советский шахматист, кандидат в мастера спорта (1962), судья республиканской категории (1999).

## Биография
Окончил Всесоюзный заочный инженерно-строительный институт (1960). Работал конструктором на Хмельницком заводе кузнечно-прессового оборудования.
В 1971 г. переехал в Москву. Работал главным специалистом в институте «Роспроект».
С 1992 г. работал шахматным педагогом в учебно-воспитательном комплексе № 1679, с 2001 г. — педагогом дополнительного образования в школе № 1287.
В период с 1995 по 2005 гг. занимал различные должности в Федерации шахмат Москвы, в том числе с 1997 по 2001 гг. был исполнительным директором организации.

### Шахматная карьера
Пятикратный чемпион Хмельницкой области (в период с 1962 по 1970 гг.), участник полуфиналов чемпионатов Украинской ССР. Неоднократный победитель чемпионатов Роспотребсоюза (в 1970—1980-е гг.).
Успешно выступал в заочных соревнованиях.
Бронзовый призёр чемпионата Украинской ССР 1967—1969 гг.
В составе сборной Украинской ССР участник 1-го командного чемпионата СССР (1966—1968 гг.; заменил на 1-й доске А. А. Банника).
Крупнейшего спортивного успеха добился в 8-м командном чемпионате СССР (1984—1987 гг.), победителем которого он стал в составе сборной Москвы (выступал на 8-й доске, набрал 8 очков из 16).